# Korsyka
Korsyka (fr. Corse, wymowaⓘ; kors. Corsica) – wyspa na Morzu Śródziemnym, należąca do Francji, położona na południowy wschód od kontynentalnej części tego kraju, na zachód od Półwyspu Apenińskiego (Włochy). Cieśnina Świętego Bonifacego oddziela ją od położonej na południu włoskiej Sardynii. Wyspa ma powierzchnię 8680 km², co czyni ją czwartą pod względem wielkości na Morzu Śródziemnym, a największą we Francji metropolitalnej. Liczba mieszkańców w 2023 roku wynosiła 351 255.
Korsyka posiada unikalny status prawny (collectivité à statut particulier), z którym wiąże się wysoki poziom autonomii. Często, choć nieściśle, określana jest mianem regionu.

## Podział administracyjny

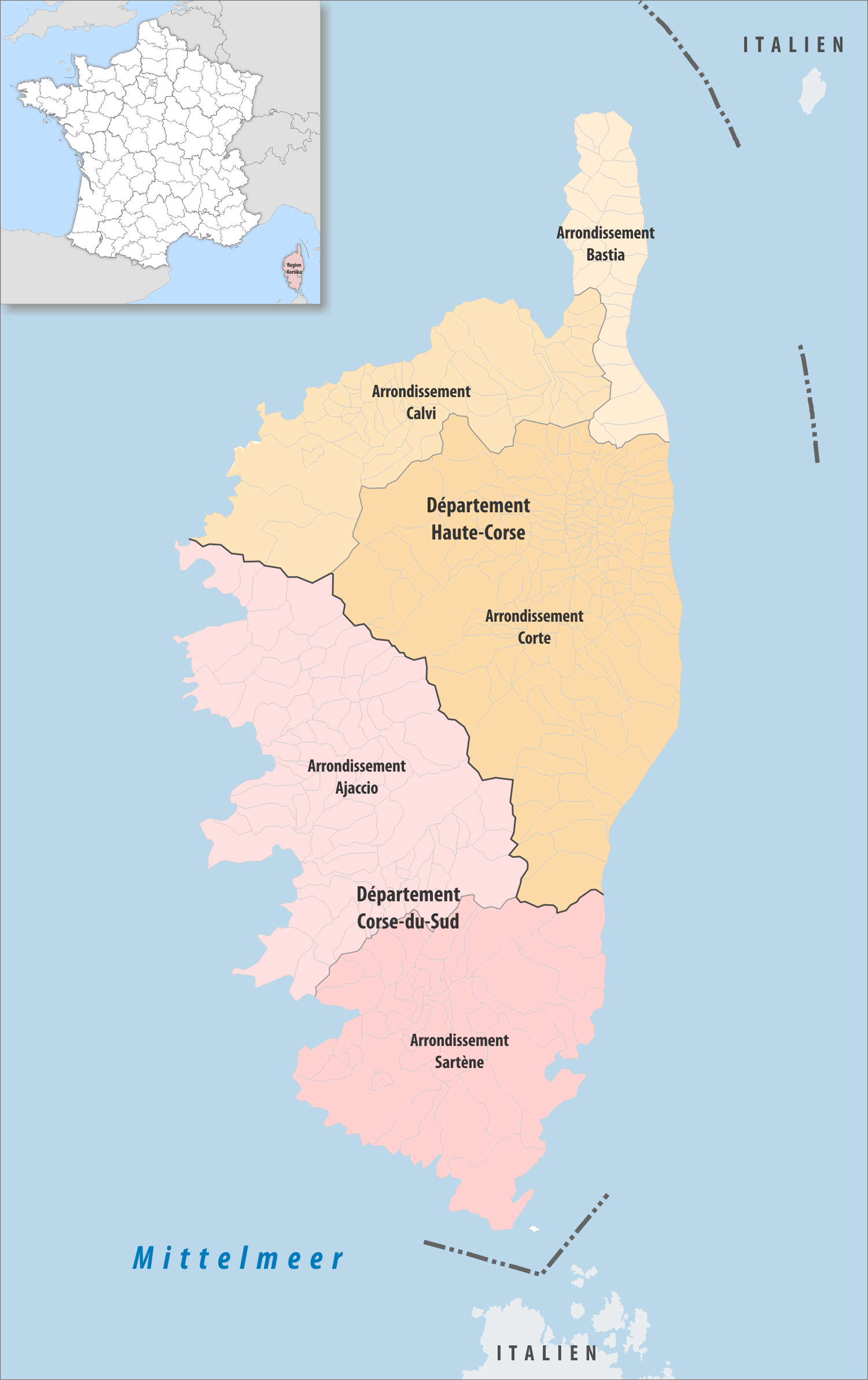
Podział na departamenty i okręgi (arrondissement)

W 1975 wyspę podzielono na dwa departamenty: Korsykę Południową (2A, Corse-du-Sud) i Górną Korsykę (2B, Haute-Corse). Wcześniej Korsyka tworzyła jeden departament o numerze 20. Powstałe departamenty są w większym stopniu wyrazem ambicji dwóch największych miast Korsyki – Bastii i Ajaccio – niż rozsądnej polityki regionalnej, bowiem oba mają niewielki potencjał ludnościowy i ekonomiczny.
 

## Geografia
Główną rzeką wyspy jest Golo (dł. 89,6 km; dorzecze 926 km²; śr. przepływ 14,1 m³/s).
Wnętrze wyspy jest górzyste. Ponad 20 szczytów przekracza wysokość 2000 m n.p.m. Ważniejsze 25 szczytów Korsyki:

- Monte Cinto 2706 m n.p.m.
- Capu Ciuntrone 2656 m
- Monte Rotondo (Monte Ritondu) 2622 m
- Punta Sellula 2592 m
- Capu à u Verdatu 2583 m
- Capu Biancu 2562 m
- Punta Minuta 2556 m
- Capu Falu 2540 m
- Paglia Orba 2525 m
- Capu Larghja 2503 m
- A Maniccia 2496 m
- Monte Cardo 2453 m
- Punta Lattiniccia 2413 m
- Monte Padru 2390 m
- Monte d’Oro (Monte d’Oru) 2389 m
- Monte Renoso (Monte Rinosu) 2352 m
- Punta Artica 2327 m
- Punta Alle Porta 2313 m
- Lombarduccio 2261 m
- Punta Muratellu 2141 m
- L’Alcudina 2134 m
- Capu di u Facciatu 2113 m
- Bocca di Frame 2084 m
- Capu â Curia 2041 m
- Capu, a u Tozzu 2007 m

### Miejscowości
Największe miejscowości wyspy (w nawiasach liczba ludności w 2020 roku):

- Ajaccio (72 647)
- Bastia (48 296)
- Porto-Vecchio (11 040)
- Borgo (9254)
- Biguglia (7732)
- Corte (7549)
- Lucciana (6036)
- Furiani (5772)
- Calvi (5766)
- Bastelicaccia (4250)
- Ghisonaccia (4215)
- Prunelli-di-Fiumorbo (3719)
- Propriano (3705)
- Alata (3562)
- Sartène (3408)
- Grosseto-Prugna (3398)
- Penta-di-Casinca (3366)
- Sarrola-Carcopino (3309)
- Ville-di-Pietrabugno (3278)
- Afa (3277)
- L’Île-Rousse (3224)
- Bonifacio (3204)
- Vescovato (3032)
- San-Martino-di-Lota (2920)
- Zonza (2755)
- Calenzana (2520)
- Ventiseri (2520)
- Aléria (2185)
- Cervione (2182)
- Peri (2038)
- San-Nicolao (2037)
- Cuttoli-Corticchiato (2032)
- Monticello (2000)

## Historia

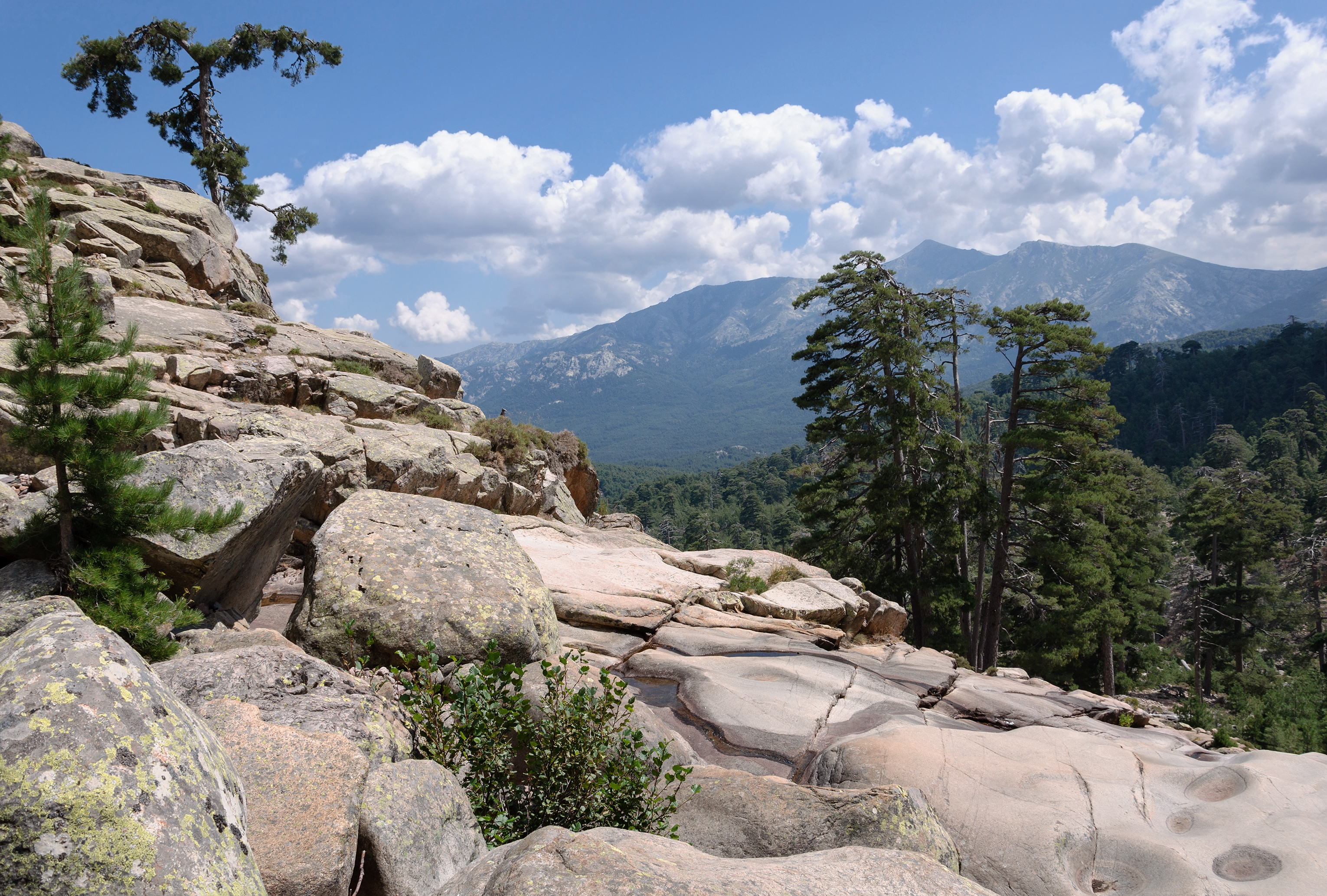
Krajobraz Korsyki

Położenie Korsyki sprawiało, że była ona zawsze ważną bazą operacji militarnych, stąd też toczone były przez wieki walki między państwami włoskimi a Francją o jej zajęcie. Możliwość zjednoczenia z Sardynią była postrzegana jako niebezpieczna ewentualność, zwłaszcza przez Wielką Brytanię, ponieważ dawałoby to zbyt silną pozycję na Morzu Śródziemnym.
W 1282 objęła wyspę w posiadanie Republika Genui, która kontrolowała ją przez pięć wieków (z dwiema przerwami; Królestwo Aragonii posiadało ją w latach 1296–1434, a Francja w latach 1553–1559).

Mapa Korsyki

W 1736 na wyspie wybuchło nieudane powstanie przeciwko rządom Genui. Powstańcy proklamowali Korsykę monarchią i wybrali na króla Theodora von Neuhoffa. W kwietniu 1755 rozpoczął się kolejny zryw przeciw genueńskiemu panowaniu. W listopadzie tego roku Korsyka ogłosiła niepodległość i proklamowana została Republika Korsykańska. Uchwalono też pierwszą na świecie konstytucję (Konstytucja Korsyki), która została napisana w języku włoskim.
W 1768 Genua zrzekła się (w zamian za darowanie długów) pretensji do wyspy na rzecz Francji, która w tym samym roku wysłała na nią swoje oddziały. Walki trwały do 1769 i skończyły się zwycięstwem Francuzów.
Na Korsyce urodził się Napoleon Bonaparte, którego rodzice należeli do pomniejszej lokalnej arystokracji. W tym czasie była ona pod francuską kontrolą i korsykańscy szlachcice mogli uzyskać francuskie tytuły szlacheckie. Tak też zrobili rodzice Napoleona, którego posłano do francuskich szkół.
Inną ważną postacią na wyspie był Pasquale Paoli (1725–1807) – korsykański generał i patriota, który walczył o niepodległość Korsyki, najpierw przeciwko Genui, a potem Francji.
Korsykaninem był także Giuseppe Fieschi, rewolucjonista, który dokonał zamachu na króla Francji Ludwika Filipa.

### Sytuacja polityczna
Na wyspie działa kilka ruchów separatystycznych, walczących o niepodległość Korsyki. Najważniejszy z nich to Front Narodowego Wyzwolenia Korsyki (Front de Libération Nationale de la Corse, FLNC) oraz Armata Corsa. Bardziej umiarkowani lokalni przywódcy są zwolennikami poszerzenia autonomii wyspy: większej promocji języka korsykańskiego, większych uprawnień regionalnego samorządu oraz zwolnień od niektórych podatków państwowych. Francuski rząd obawia się jednak tych dążeń, gdyż mogłoby to zagrozić jedności państwa. Jednocześnie ruchy niepodległościowe nie zdobyły nigdy większości w czasie wyborów na wyspie, co wskazuje na brak odpowiedniego poparcia wśród mieszkańców.

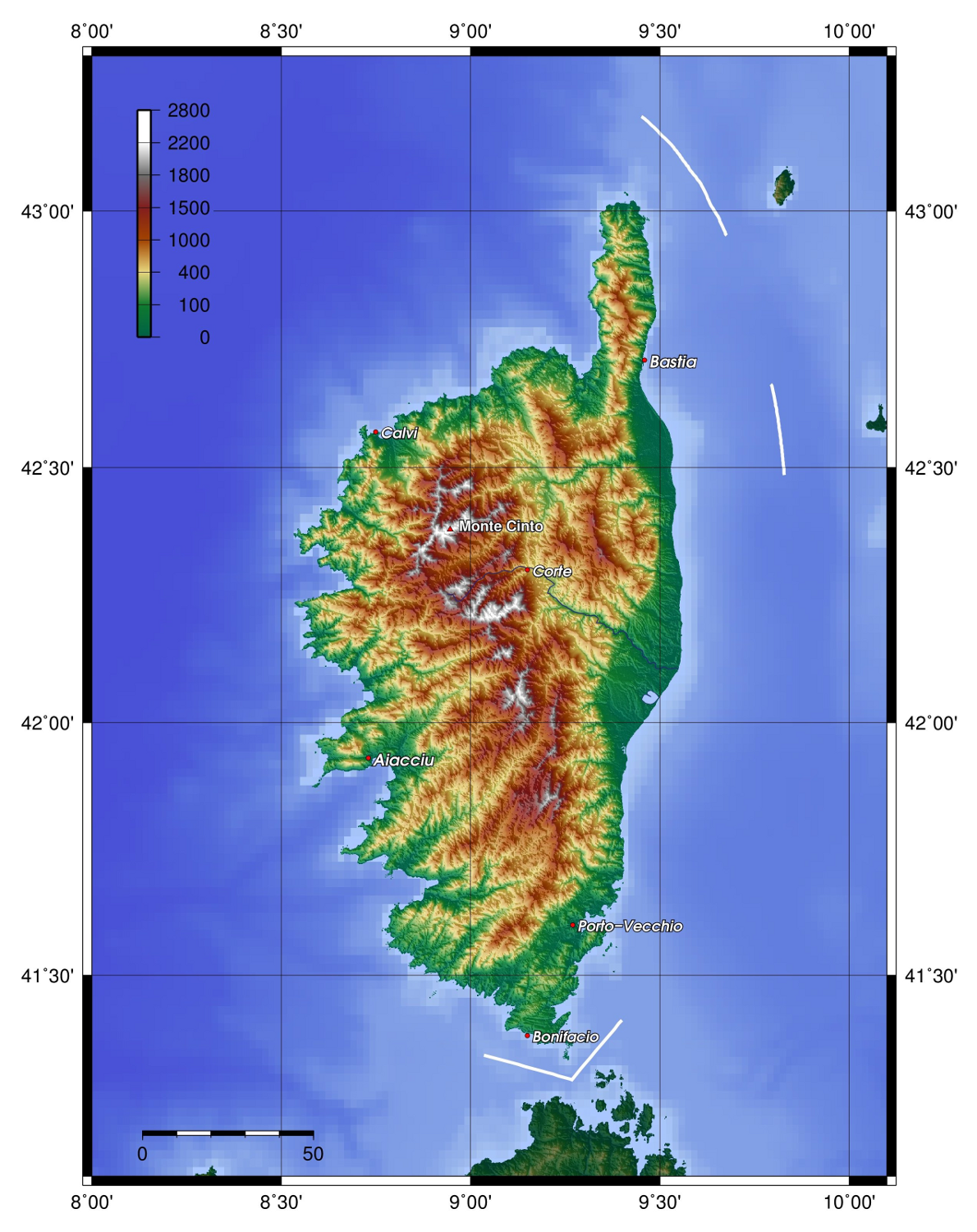
Mapa hipsometryczna Korsyki

Niektóre organizacje rozpoczęły też akcje terrorystyczne, podkładając bomby oraz dokonując zamachów na ważne osobistości (np. 6 lutego 1998 zabito prefekta Claude’a Érignaca), by wymóc na Francji przyznanie niepodległości. Niektóre znane są także z wymuszeń pieniędzy na rzecz ich organizacji. Osoby niepłacące mogą spodziewać się zniszczenia swojego dobytku. Organizacje te prowadzą także akcje zastraszania nie-Korsykan mieszkających na wyspie oraz tych, którzy współpracują z administracją państwową, np. żandarmów.
W 2000 premier Lionel Jospin zgodził się na zwiększenie autonomii w zamian za powstrzymanie przemocy. Przeciwstawiła się temu gaullistowska opozycja we francuskim Zgromadzeniu Narodowym, gdyż według nich doprowadziłoby to do żądań autonomii przez inne regiony kraju (np. Bretanii, Prowansji czy Alzacji) i być może nawet rozpadu Francji. Proponowana autonomia miała także zawierać ochronę języka korsykańskiego corsu, który podobnie jak inne francuskie języki regionalne, był przedmiotem negatywnej polityki francuskiej, zniechęcającej do ich używania.
6 lipca 2003 odbyło się na wyspie referendum w sprawie zwiększenia autonomii oraz modyfikacji zakresu działań niektórych instytucji politycznych, zaproponowane przez premiera Jeana-Pierre’a Raffarina oraz ministra spraw wewnętrznych Nicolasa Sarkozy’ego. Większość głosujących odrzuciła jednak ten projekt.

## Gospodarka
Korsyka ma niewielki potencjał gospodarczy. Ludność utrzymuje się głównie z turystyki. Oprócz tego na Korsyce rozwijają się rybołówstwo, uprawa winorośli, hodowla owiec i kóz.

## Turystyka
W 2019 w Korsyce Południowej było wyznaczone 131 kąpielisk zgodnych z wymogami dyrektywy kąpieliskowej, z czego 101 na przybrzeżnych wodach morskich. Jakość wody w 112 z nich klasyfikowano jako doskonałą, a w dwóch jako niedostateczną. W Górnej Korsyce wyznaczono 91 kąpielisk, w tym 69 na wodach przybrzeżnych. 73 z nich miało doskonałą, a 2 niedostateczną jakość wody.